# Epafras
Epafras var enligt Bibeln en till kristendomen omvänd hedning från Kolossai, som stod Paulus nära och uppsökte honom under hans fångenskap i Rom.
Epafras omnämns i Kolosserbrevet 1:7 och 4:12 samt i Filemonbrevet, vers 23.